# 1818 en Bretagne
 Chronologie de la Bretagne
- 1814
- 1815
- 1816
- 1817
- 1818
- 1819
- 1820
- 1821
- 1822

Cette page recense des événements qui se sont produits durant l'année 1818 en Bretagne.

## Société

### Naissance
- 10 avril à Brest : Albert Auguste Gicquel des Touches, fils d'Auguste Marie Gicquel des Touches, décédé le 18 mai 1901 à Versailles, vice-amiral français en 1875, ministre de la Marine en 1877.

### Décès
- 4 septembre à Brest : Olivier Bergevin, né le 26 novembre 1750 à Brest, homme de loi et homme politique français.